# National Railway Museum
Il National Railway Museum (NRM) è un museo, situato a York, parte del British National Museum of Science and Industry e dedicato alla storia dei trasporti ferroviari nel Regno Unito e al suo impatto sociale ed economico. È la sede della collezione nazionale dei veicoli ferroviari e di altri cimeli storicamente significativi. Dispone di un archivio storico e d'una biblioteca. Collabora con l'Università di York e con altre istituzioni di ricerca.